# Karl og Kerling
Karl og Kerling är en bergstopp i republiken Island. Den ligger i regionen Austurland, 280 km öster om huvudstaden Reykjavík. Toppen på Karl og Kerling är 1 088 meter över havet.
Trakten runt Karl og Kerling är nära nog obefolkad, med mindre än två invånare per kvadratkilometer. Det finns inga samhällen i närheten. Trakten runt Karl og Kerling är permanent täckt av is och snö.